# Jogos Olímpicos de Verão da Juventude de 2010
Os Jogos Olímpicos Verão da Juventude de 2010, oficialmente conhecidos como Jogos da I Olimpíada de Verão da Juventude, foram um evento multiesportivo realizado pela primeira vez e celebrado na tradição dos Jogos Olímpicos, exclusivamente para jovens, entre 14 e 26 de agosto, na Área Central de Singapura, Singapura. O país obteve o direito de sediar os Jogos, numa decisão anunciada em 21 de fevereiro de 2008, após o voto por correio de 105 membros do Comitê Olímpico Internacional (COI).
Durante os doze dias de disputas, 3 531 atletas, entre 14 e 18 anos, dos 205 países filiados ao Comitê Olímpico, competiram em 31 modalidades de 26 esportes. Apenas o Kuwait competiu sob a bandeira olímpica, devido as interferências políticas do comitê do país. A primeira medalha de ouro foi conquistada pela triatleta japonesa Yuka Sato, em 15 de agosto, primeiro dia de disputas. O país anfitrião obteve sua primeira medalha, o bronze, no dia seguinte, na final do taekwondo masculino. Ao último dia de competições, o país-sede encerrou sua participação sem nenhuma medalha de ouro conquistada. O evento foi oficialmente aberto pelo presidente de Singapura, S.R Nathan. A China conquistou o primeiro lugar no quadro de medalhas, com trinta medalhas de ouro. Atletas de Porto Rico, Vietnã e Ilhas Virgens Americanas conquistaram o primeiro ouro olímpico na história de seu países.

## Processo de eleição
| Resultados da eleição da cidade-sede dos I Jogos Olímpicos de Verão da Juventude | Resultados da eleição da cidade-sede dos I Jogos Olímpicos de Verão da Juventude | Resultados da eleição da cidade-sede dos I Jogos Olímpicos de Verão da Juventude | Resultados da eleição da cidade-sede dos I Jogos Olímpicos de Verão da Juventude |
| -------------------------------------------------------------------------------- | -------------------------------------------------------------------------------- | -------------------------------------------------------------------------------- | -------------------------------------------------------------------------------- |
| Cidade                                                                           | CON                                                                              | Votos postais                                                                    |                                                                                  |
| Singapura                                                                        | Singapura                                                                        | 53                                                                               |                                                                                  |
| Moscou                                                                           | Rússia                                                                           | 44                                                                               |                                                                                  |

Singapura foi eleita cidade-sede em 21 de fevereiro de 2008, em um anúncio feito pelo presidente do Comitê Olímpico Internacional (COI), o belga Jacques Rogge, de Lausanne, na Suíça, impondo-se diante da candidata russa, Moscou.
Antes da reunião de aprovação para a cidade-sede, três outras cidades foram consideradas candidatas postulantes, mas não chegaram a ser escolhidas como finalistas em 2007: Atenas, na Grécia, Bangkok, na Tailândia e Turim, na Itália. Na primeira rodada da votação, feita por votos postais, em 21 de fevereiro, Singapura obteve a maioria absoluta dos votos, não necessitando de outras rodadas.
Singapura foi sede da 117ª Sessão do Comitê Olímpico Internacional, em 2005, e fez a sua primeira candidatura formal para um evento multiesportivo deste porte. A cidade-estado contou com uma grande campanha publicitária, que incluiu o lançamento do site oficial, o logotipo da candidatura  e um slogan, "Blazing the Trail", em 16 de outubro de 2007. A candidatura ainda contou com forte apoio popular, mobilizando os estudantes a colecionar um milhão de assinaturas em apoio aos Jogos. Após o anúncio das duas cidades finalistas, em novembro de 2007, o COI divulgou os valores necessários para organizar um evento viável e com apoio governamental. O projeto de Singapura foi estimado em US$ 75 milhões de dólares, que impressionou os avaliadores, pelo plano compacto. Moscou, em contrapartida, havia estimado o orçamento em US$ 180 milhões de dólares, sendo parte usados em programas de educação e cultura.

## Preparação

### Organização

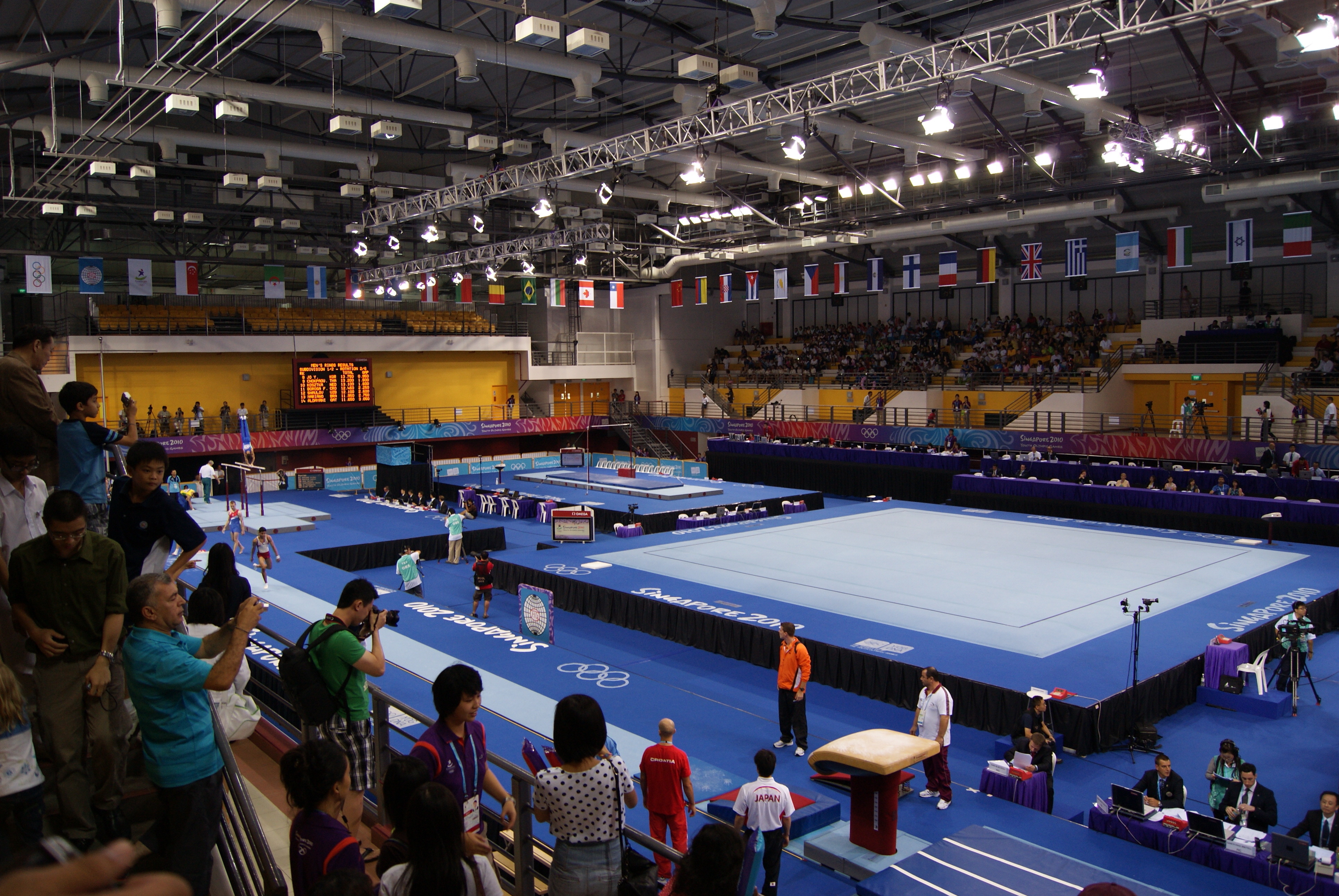
Interior do Bishan Sports Hall, local das provas de ginástica.

Após a escolha de Singapura como cidade-anfitriã, o Singapore Youth Olympic Games Organising Committee (SYOGOC), passou a procurar patrocinadores adicionais aos Jogos, sob orientação do Comitê Olímpico. Sobretudo, pelo alto investimento que o país teria que fazer para receber o evento. Foi estimando a participação de 7 000 voluntários e 500 funcionários permanentes que deveriam ajudar nos locais esportivos, de educação e áreas especializadas. Além, a cidade recebeu suporte internacional para organização do evento. A China, sede das Olimpíadas de Verão de 2008, expressou o seu desejo de ajudar Singapura nas preparações. Sebastian Coe, Presidente do Comitê Organizador de Londres 2012, informou que seus membros também ajudariam na organização dos Jogos em Singapura enviando treinadores e administradores. O SYOGOC reservou 4 310 quartos em 36 hotéis da cidade. O hotel do oficial COI e dos dirigentes internacionais foi o Fairmont Singapore.
A cidade venceu a candidatura com um orçamento de US$ 75 milhões, vindos patrocinadores e cofres públicos. Porém, antes da escolha da anfitriã olímpica, o COI havia projetado um custo total de apenas US$ 30 milhões. Entretanto, o orçamento foi aumentado para mais de US$ 284 milhões, que os organizadores atribuíram as revisões importantes de escala dos Jogos, tais como transporte, segurança e atualizações de vários locais de esportes e tecnologias. Financeiramente, os patrocinadores receberam 70% do valor do contrato feito com o Comitê Organizador.

### Marketing
O SYOGOC lançou um concurso internacional, através de seu site oficial, entre 29 de julho a 29 de agosto de 2008, para escolher o logotipo que seria utilizado durante o evento. O emblema deveria incorporar um espírito jovem, os valores olímpicos e ter um apelo universal, além de possuir os cinco anéis olímpicos e a inscrição "Singapore 2010". Após mais de 1 500 avaliações, o Comitê Organizador apresentou o logotipo para o público. Foi constituída por uma chama vermelha que representou a paixão de aprender e o poder do pensamento positivo, e uma estrela roxa que mostrou o orgulho de representar a nação.
Os mascotes desta edição foram apresentados em 21 de novembro de 2009. Os dois oficiais foram animais da cultura local, escolhida através de votação. Lyo, (pronunciado Leo) é um filhote de leão, que apresenta valores de excelência e amizade, além da energia atribuída aos jovens. Seu nome foi escolhido como abreviatura de "Lion of Youth Olympics", simbolizando o amor pelo esporte. Seu esporte preferido é o basquetebol. Merly também representa um filhote de um ser mitológico denominado "merlion", que se assemelha ao leão. Seu nome é derivado de "mer", que significa mar e "ly", vivacidade e juventude. De hábito vegetariano, diferente das lendas sobre os merlions, promove a preservação do meio-ambiente e adora os esportes aquáticos.
A canção oficial do evento, foi intitulada "Everyone" (Todos), e apresentada ao público em 30 de maio de 2010. Os intérpretes da canção foram cinco jovens cantores que representaram os cinco continentes. Ken Lim, juiz do Singapore Idol foi o produtor executivo da canção. Representando a África, o sul-africano Jody Willians, quarto colocado no Idols South Africa, de 2007; o jovem norte-americano Sean Kingston foi escolhido para simbolizar a América, o continente sede dos Jogos foi representado pela singapuriana Tabitha Nauser, vencedora do Singapore Idol; o continente europeu esteve representado pelo britânico Steve Appleton, famoso por utilizar a mídia social para compartilhar sua música; por fim, a australiana Jessica Mauboy foi a figura da Oceania, devido seus álbuns de ouro e platina, antes mesmo dos 21 anos.

### Locais de competição

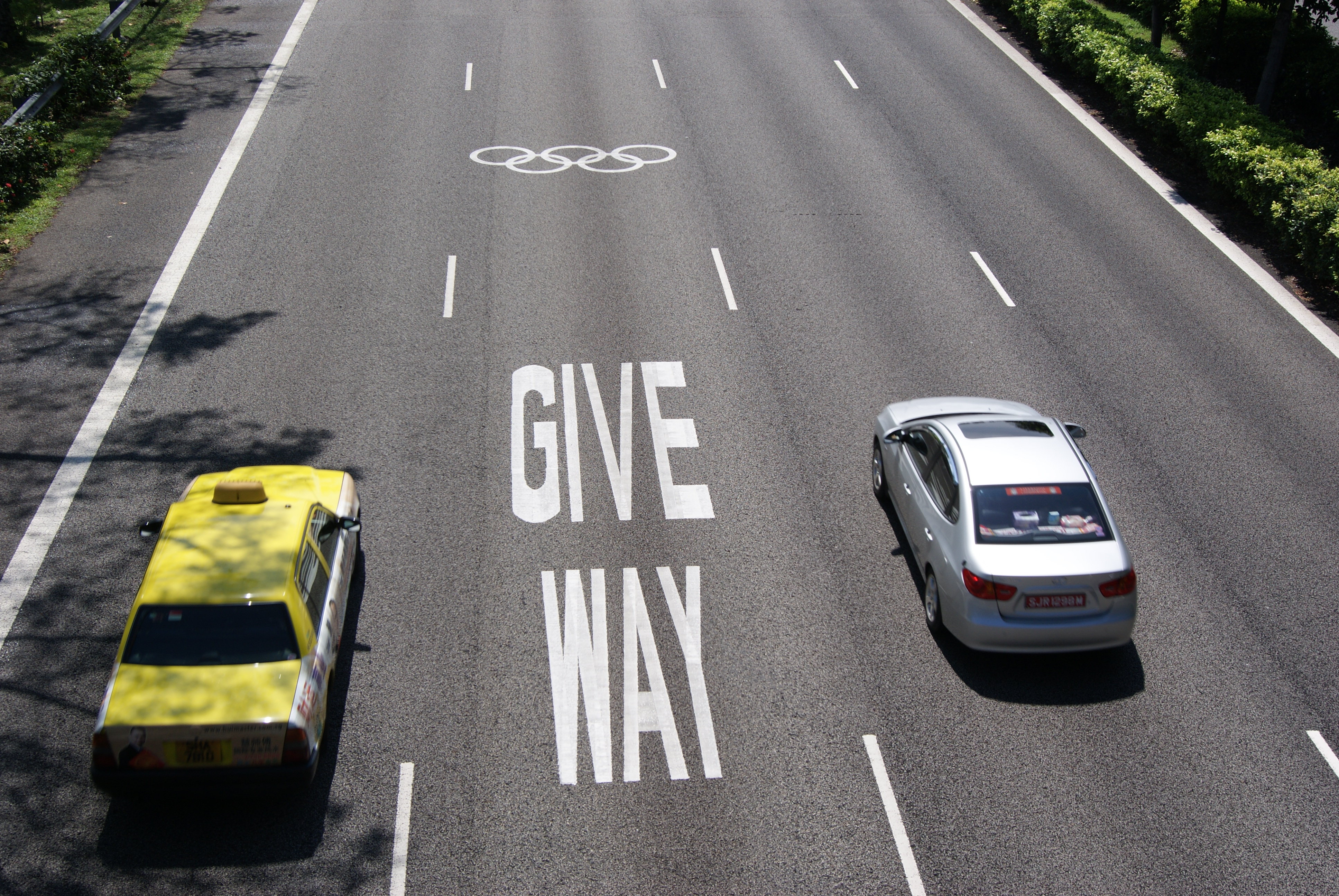
Uma Linha das Olimpíadas da Juventude na via rápida Auer Rajah em direcção a Tuas, perto da Universidade Nacional de Singapura. Estas linhas foram usadas pelos veículos a transportar atletas dos Jogos, devendo ter prioridade nestas vias.

Dezoito infraestruturas de competição foram usadas nos Jogos. Os eventos ocorreram em 11 locais previamente existentes e apenas uma nova infraestrutura (o Centro de Hipismo Turf Club de Singapura), e houve seis infraestruturas temporárias, a remover após os Jogos. Doze infraestruturas também existiram como locais de treino. Certos locais, como o Estádio Interior de Singapura e a Plataforma Flutuante da Marina Bay foram temporariamente convertidas para acolher eventos desportivos, com o Kallang Field a ter sofrido melhorias de modo a poder acolher as provas de tiro com arco. A Plataforma Flutuante da Marina Bay, uma plataforma flutuante como o nome indica, foi o principal estádio dos Jogos. Com uma capacidade para 25 000 espectadores sentados, acolheu a cerimónia de abertura a 14 de agosto, acolheu um evento de ciclismo, e também acolheu a cerimónia de encerramento a 26 de agosto de 2010.
Todas as infraestruturas de competição e de não competição localizam-se num máximo de 30 minutos de distância em relação à Aldeia Olímpica da Juventude, ao Principal Centro de Imprensa e aos Hotéis da Família Olímpica. Um Centro de Operações de Transportes do Evento geriu os assuntos de transportes relacionados às Olimpíadas da Juventude, fornecendo informação de viagens em tempo real. Um serviço de vaivém ligou todas as infraestruturas dos Jogos e esteve ao dispor de todas as pessoas acreditadas, que também tiveram direito a viagens de cortesia nos autocarros públicos e no sistema de metropolitano MRT. As Linhas das Olimpíadas da Juventude foram desenhadas nas principais estradas, de modo a tornar mais rápido o acesso a todas as infraestruturas dos Jogos.
A Aldeia Olímpica da Juventude dos Jogos acolheu mais de 5000 atletas e oficiais de equipas por 18 dias, entre 10 e 28 de agosto de 2010. Localizada na Universidade Tecnológica de Nanyang (NTU), a Aldeia serviu como um ponto de alojamento e de preparação para os Jogos, e também acolheu actividades culturais e educacionais especialmente preparadas para os atletas. No dia 7 de Junho de 2010, foi anunciado pelo Secretário Parlamentar e pelo assessor do Comité Organizador dos Jogos Olímpicos da Juventude de Singapura, Teo Ser Luck, que Canagasabai Kunalan e o antigo nadador singapuriano Joscelin Yeo tinham sido designados como Presidente da Aldeia e Deputado da Aldeia, respectivamente.

## Tocha olímpica

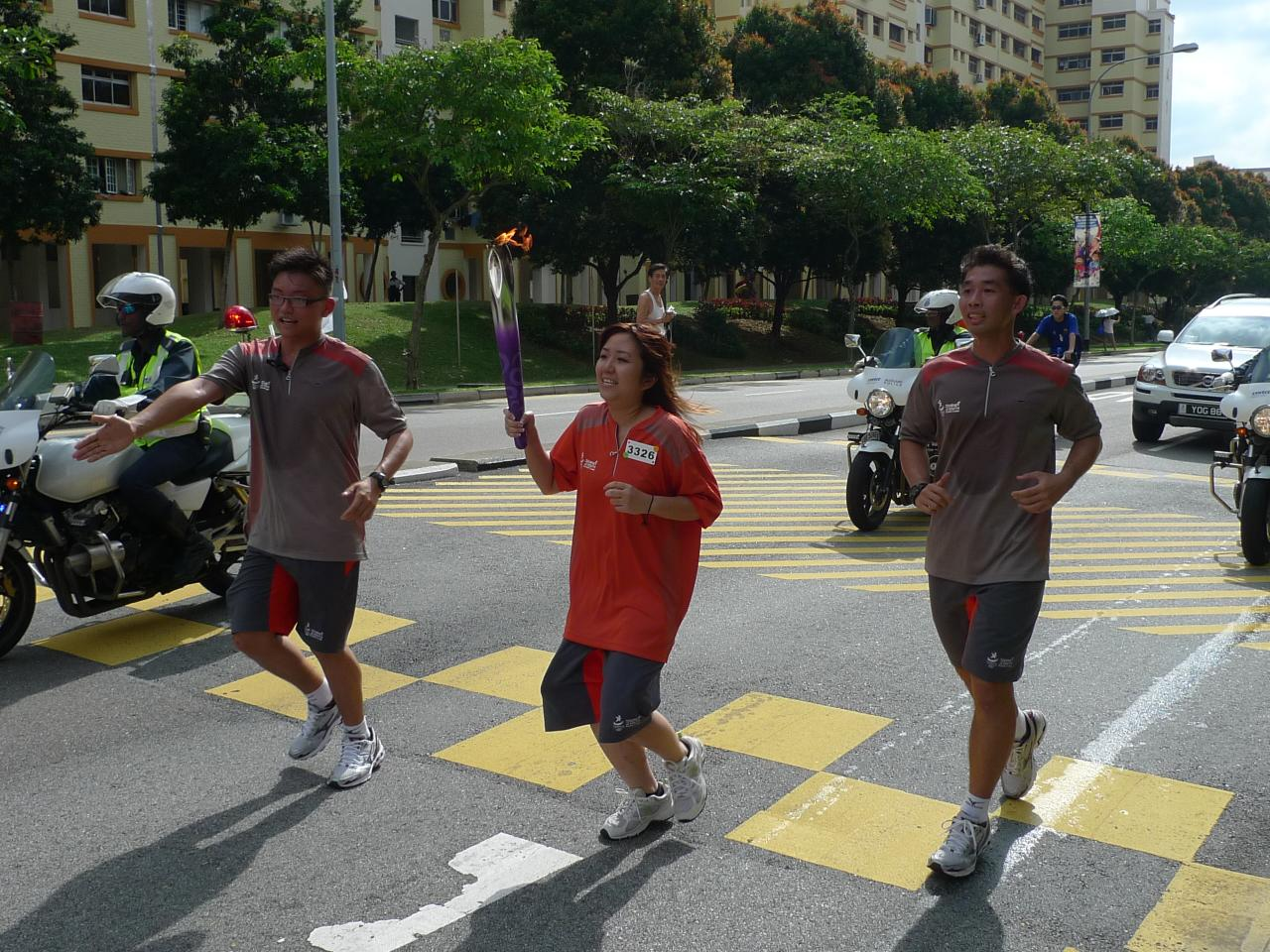
Revezamento da tocha olímpica durante sua passagem por Singapura.

O desenho da tocha que carregou a chama olímpica foi projetado para combinar os elementos fogo e água. A parte de cima foi reflexivo e agiu como um espelho, levando as imagens e os elementos de Singapura. O fogo representou a juventude e a água a cidade anfitriã, devido suas origens como um porto marítimo e posteriormente uma cidade-estado insular. A tocha foi feita de alumínio e revestida com um material antiderrapante. Comparada a tocha utilizada nas Olimpíadas de 2010, em Vancouver, que pesava 1,6 kg, essa era bem mais leve, pesando cerca de 740 gramas e com 60 centímetros de comprimento.

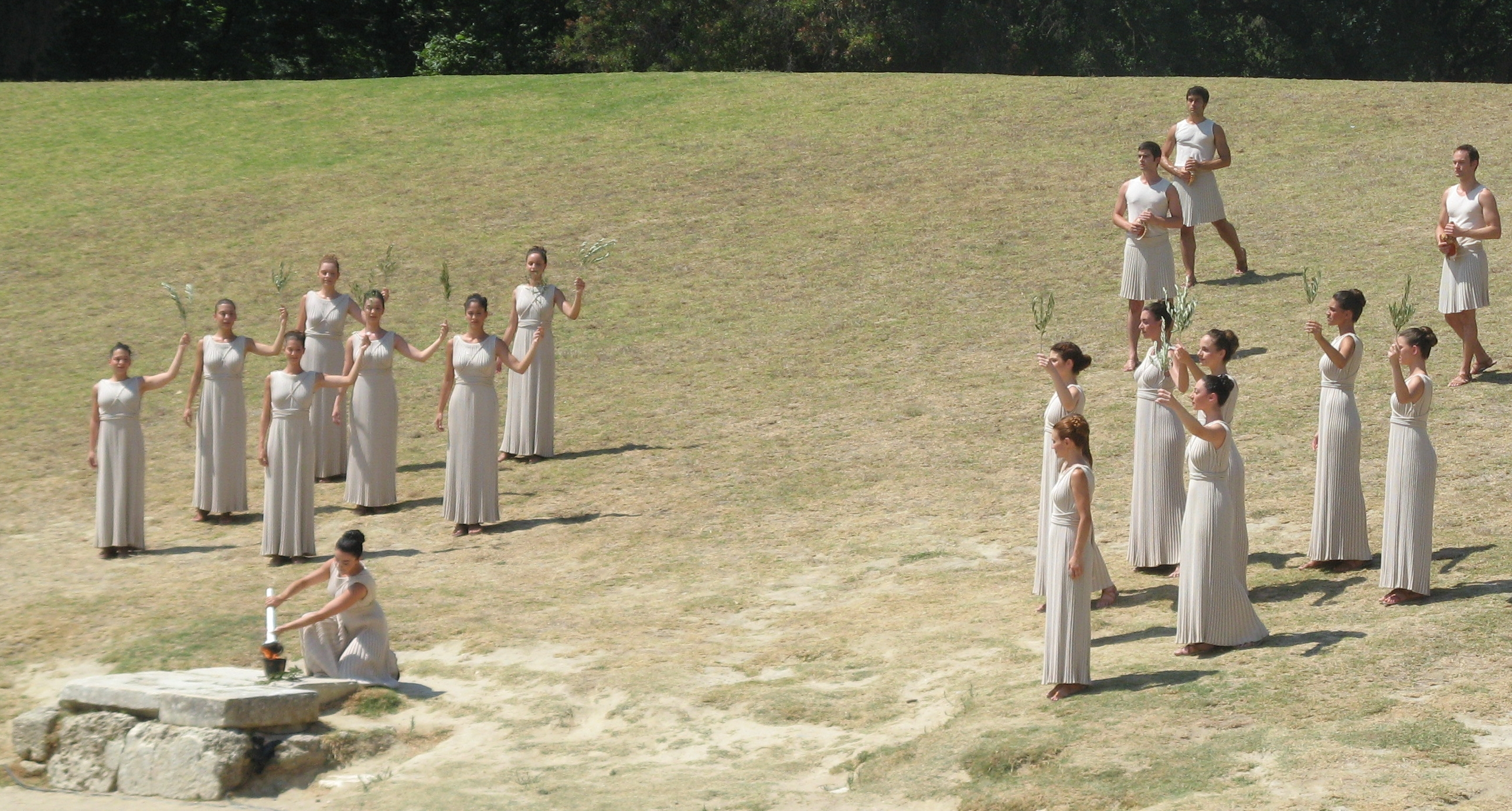
Cerimónia de acendimento da Tocha.

Seguindo a tradição dos Jogos Olímpicos, a chama foi acesa nas ruínas da cidade de Olímpia, em 23 de julho de 2010, através de um espelho côncavo e usando raios solares para gerar a primeira faísca. Diferente dos eventos olímpicos anteriores, a tocha foi entregue ao comitê organizador dos Jogos no mesmo local em que foi acesa. Adiante, seguindo os planos do "Percurso Global" elaborado pelo SYOGOC em janeiro de 2010, a tocha viajou para a cidade de Berlim, na Alemanha, no dia seguinte, passando por pontos históricos da capital. Durante os treze dias de revezamento internacional, a chama passou pelos cinco continentes, sendo Dakar (Senegal), Cidade do México, (México), Auckland, (Nova Zelândia), Seul (Coreia do Sul) e por fim, chegando em 5 de agosto em Singapura, para completar mais seis dias de revezamento pelo país. A tocha finalizou seu percurso durante a Cerimônia de Abertura dos Jogos, quando o atleta singapuriano Darren Choy iluminou a pira olímpica.

## Cerimónia de abertura

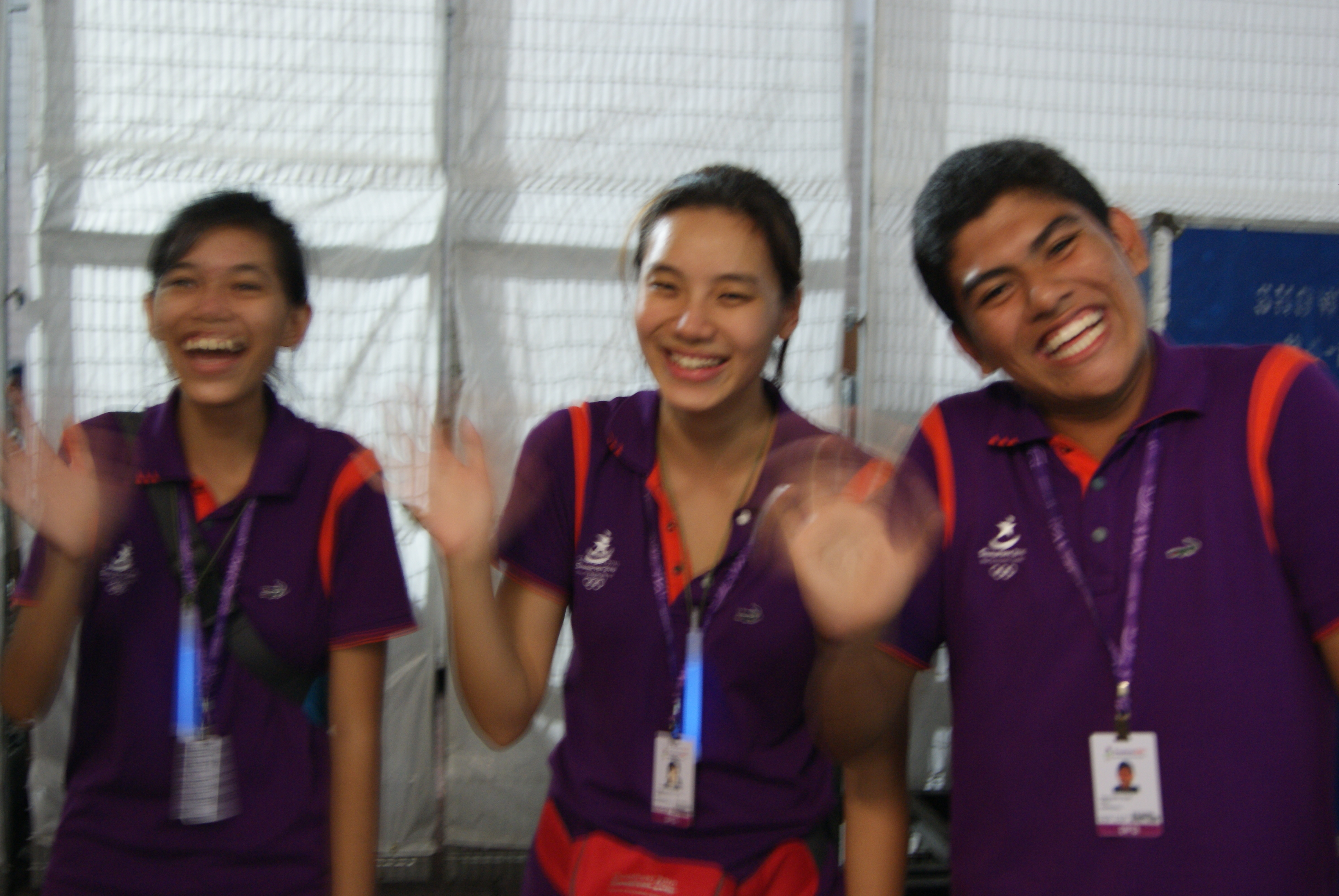
Voluntários da cerimónia.

A cerimónia de abertura dos Jogos foi realizada a 14 de agosto de 2010, na Plataforma Flutuante da Marina Bay, perto do centro da cidade de Singapura. O evento teve uma assistência de cerca de 27.000 espectadores, que ocorreu com a cidade no pano de fundo. Os bilhetes para a cerimónia custaram entre 30 e 200 dólares singapurianos. O espectáculo, o maior realizado pela cidade, envolveu mais de 750 horas de ensaios. Mais de 7000 representantes, a maior parte com menos de 18 anos, participaram na cerimónia. O centro do palco tinha 32 metros de altura, e a Pira Olímpica, concebida por Randy Chan, era como que um farol marítimo. É flanqueada por seis monitores de LED gigantes, que estavam atrás de uma piscina reflectiva que continha 200 toneladas de água. O primeiro-ministro de Singapura, Lee Hsien Loong, esteve presente no evento.

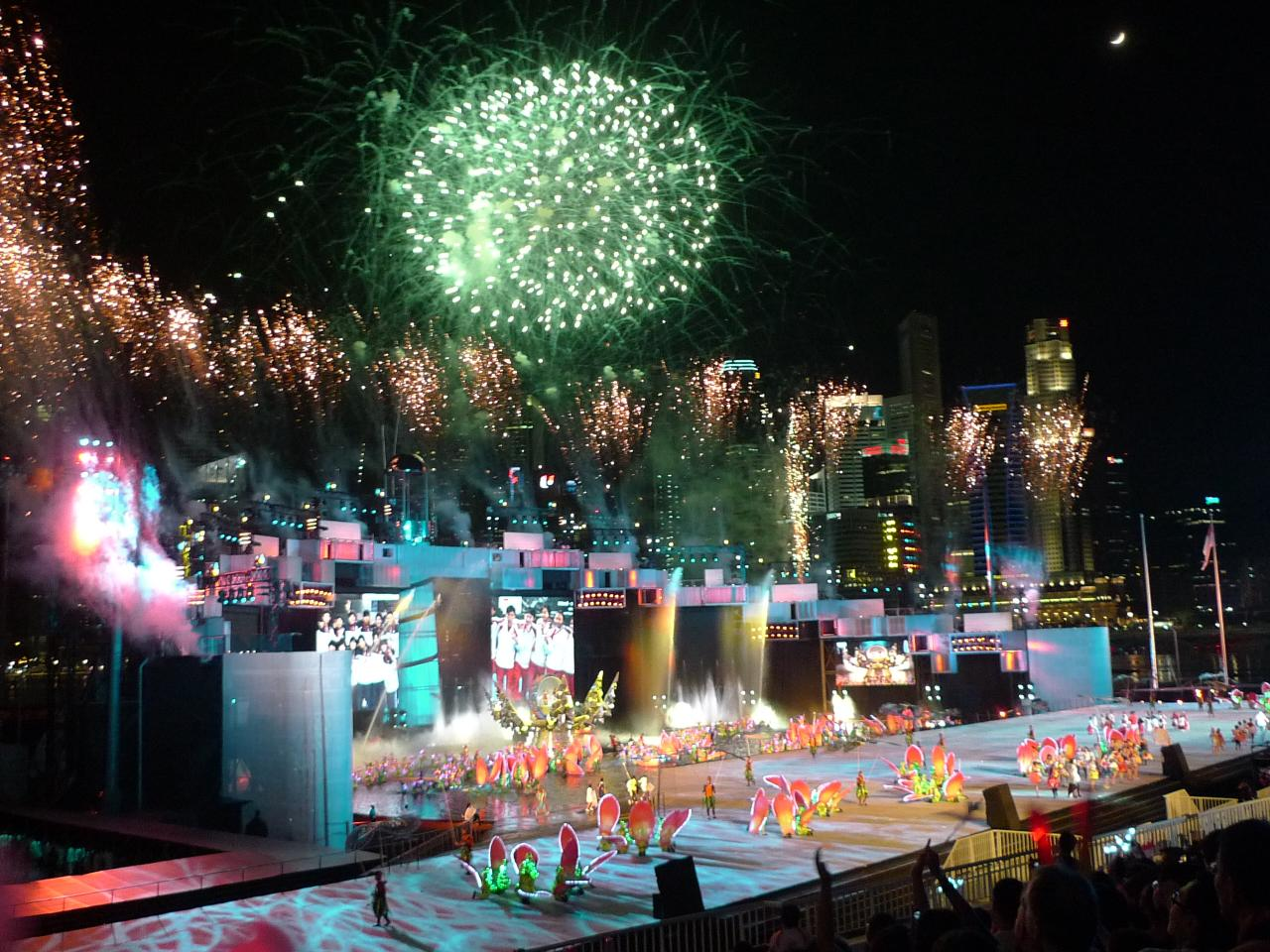
Um dos segmentos da cerimónia.

Depois de um aquecimento que antecedeu o espectáculo e uma contagem decrescente efectuada por crianças e jovens bateristas, o espectáculo começou realmente às 20h10 (UTC+8) - uma referência ao ano do evento — com um espectáculo de fogo-de-artifício, seguido de um segmento cultural intitulado "Selamat Datang", que incluiu representantes chineses, malaios e indianos. O segmento encerrou com as actuações de artistas de origem eurasiática e peranaka (em crescendo em Singapura), numa forma de simbolizar a mistura de tradição e modernidade em Singapura. Os membros da audiência foram agraciados com mensagens pré-gravadas de vários embaixadores Olímpicos: os atletas e campeões Olímpicos Usain Bolt, Michael Phelps e Yelena Isinbayeva; membros da banda 30 Seconds to Mars; e os actores Jackie Chan e Jet Li. A bandeira de Singapura entrou no palco com a Banda Militar Dey.
Durante o segmento "Origens", sobre a história de Singapura, os representantes entraram em contentores de carga para descrever a chegada dos primeiros imigrantes. A cerimónia prosseguiu com uma representação de dança, com canções populares desde os anos 1940 até ao presente. Um segmento intitulado "Monstro" contou a história de um jovem pugilista que teve que lutar contra um monstro gigante. Ele convocou os seus guerreiros Silat para lutar contra o monstro, mas eles falharam, tal como sucedeu quando ele convocou os guerreiros Kalari e os guerreiros Wushu. Mas ele rapidamente superou os seus medos interiores e derrotou o monstro gigante. De seguida, o cantor Seah Wei Wen cantou a música que ele próprio escreveu "Across The Finish Line", no centro da piscina reflectora. Seguiu-se "Playing with Fire", que incluiu um dragão como símbolo da coragem, força e sabedoria. Reflectindo o tema da cooperação global, os membros da Orquestra Jovem Mundial de Singapura exibiram uma peça orquestral que incluiu vários instrumentos de todo o mundo. A orquestra tinha Darrell Ang como maestro. Ang é um jovem maestro associado com a Orquestra Sinfónica de Singapura. O segmento seguinte, intitulado "Bud", retratou a chuva como símbolo de esperança e rejuvenescimento. Terminando o segmento de espectáculo da cerimónia actuaram os cantores Marcus Lee, dos Ex-Dee, e Lian Kim Selby, com uma canção intitulada "A New Story", especialmente elaborada para o evento. As suas actuações foram acompanhadas por um espectáculo de moda organizado pelo Colégio de Artes LASALLE.

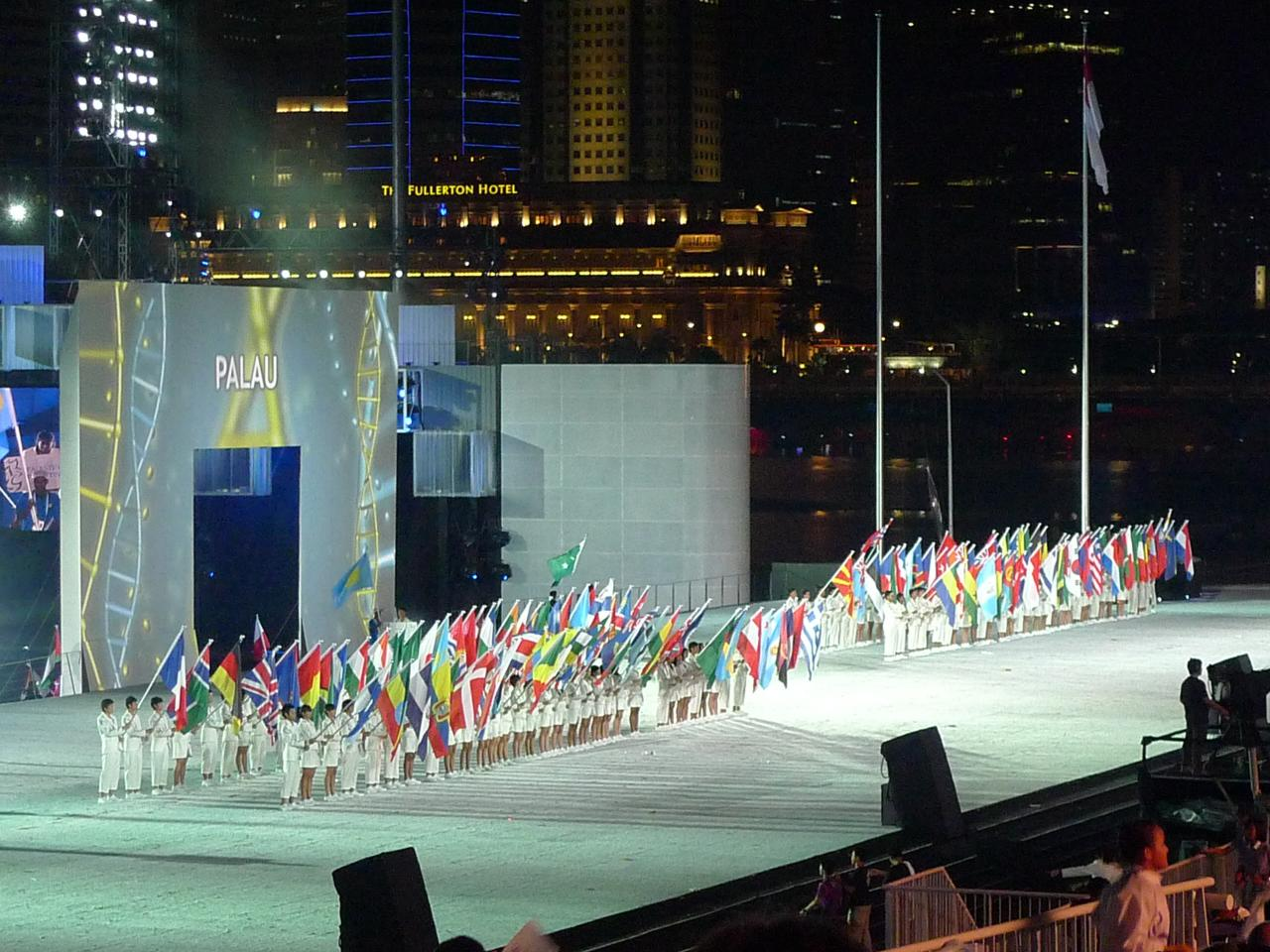
Bandeiras dos Comités Olímpicos Nacionais participantes.

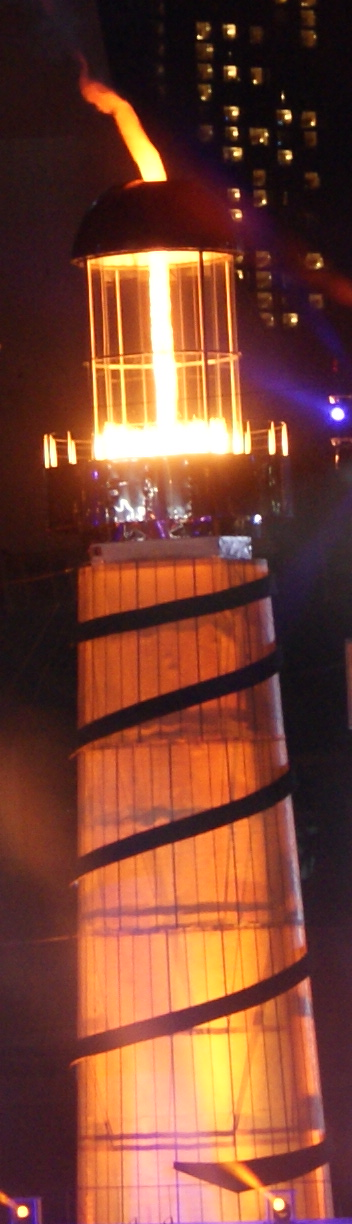
A Pira Olímpica, com a Chama "em vórtice".

A bandeira de cada um dos Comités Olímpicos Nacionais representados entrou no palco na mão de um atleta representante. Seguindo a tradição Olímpica, foi a Grécia a entrar primeiro, e Singapura entrou em último. A cerimónia das bandeiras foi seguida pela canção que foi o tema oficial dos Jogos, pelas considerações de Ng Ser Miang, Presidente do Comité Organizador dos Jogos Olímpicos da Juventude de Singapura, e de Jacques Rogge, Presidente do Comité Olímpico Internacional. Os Jogos de Singapura foram então declarados oficialmente abertos por Sellapan Ramanathan, o Presidente de Singapura. A bandeira Olímpica entrou no palco transportada por outros atletas Olímpicos - Tan Howe Liang, Yelena Isinbayeva, Yang Yang, Tan Eng Liang, Frankie Fredericks, Patricia Chan, Tao Li e Sergey Bubka - e foi entregue a oito jovens atletas singapurianos antes de ser hasteada enquanto era entoado o Hino Olímpico. O Juramento olímpico foi feito por Caroline Pei Jia Chew em nome de todos os atletas, por Syed Abdul Kadir em nome de todos os juízes e por David Lim Fong Jock em nome de todos os treinadores. Por fim, um barco em forma de fénix transportou a Chama Olímpica da Juventude pela Marina Bay e passou entre seis jovens atletas singapurianos num revezamento. O velejador Darren Choy foi o último transportador da tocha, acendendo a pira.
A Pira de 32 metros de altura foi concebida pelo Dr. Tsai Her-Mann, um inventor companheiro e residente do Centro de Ciência de Singapura. Desenhado para parecer-se com um farol marítimo, a sua característica distintiva foi uma coluna de um turbilhão de fogo de oito metros, apelidada de "chama em vórtice" ou "tornado de fogo" dentro de um tubo no topo. O ar quente pode atingir os 300 °C à volta da chama, extraindo o ar frio para cima desde as aberturas na base da torre. Mesmo abaixo da parte da torre com painéis de vidro, o ar frio era conduzido através de palhetas-guia angulares, criando um movimento de espiral "viajando" para cima a 20 metros por segundo. A Pira, que foi patenteada em Singapura e nos Estados Unidos da América, consumiu cerca de 2 mega-watts de combustível, menos do que a quantidade usada pelas Piras Olímpicas tradicionais. O Dr. Tsai disse que esperava que o seu desenho pudesse ser usado para outros eventos Olímpicos no futuro. A Pira foi testada secretamente às 04h00 durante os dois meses anteriores à cerimónia de abertura.

## Eventos
Um total de 26 esportes foram disputados, perfazendo um total de 29 disciplinas. Os desportos aquáticos foram os saltos ornamentais e a natação, enquanto que o programa da ginástica foi composto pelas modalidades artística, rítmica e trampolim acrobático.
| - Atletismo (36) - Badminton (2) - Basquetebol (2) (1) - Boxe (11) - Canoagem (6) - Ciclismo (1) (2) - Esgrima (7) | - Futebol (2) - Ginástica (16) (3) - Halterofilismo (12) - Handebol (2) - Hipismo (2) - Hóquei sobre a grama (2) - Judô (9) | - Lutas (14) - Natação (34) - Pentatlo moderno (3) - Remo (4) - Saltos ornamentais (8) - Taekwondo (10) - Tênis (4) | - Tênis de mesa (3) - Tiro (4) - Tiro com arco (4) - Triatlo (3) - Vela (4) - Voleibol (2) |

- Nota 1:  O Comitê Organizador optou pelo 3 por 3 (3-on-3)
- Nota 2:  Combinação de BMX, ciclismo de estrada e ciclismo de montanha (mountain bike) por equipes mistas
- Nota 3:  Ginástica artística, ginástica rítmica e ginástica de trampolim

Cada desporto nos Jogos foi representado por um pictograma (diferente dos que estão acima) inspirado no emblema oficial "Spirit of Youth" ("Espírito da Juventude"), consistindo numa chama vermelha, uma estrela azul e um crescente verde, que retrataram a participação em cada um dos 26 desportos nos Jogos Olímpicos da Juventude. Os pictogramas dos desportos têm um estilo gráfico distintivo e contemporâneo cuja intenção era tornar-se uma característica altamente reconhecida dos Jogos. (Os pictogramas podem ser vistos  aqui.)
A primeira medalha de Ouro nos Jogos foi conquistada pela triatleta japonesa Yuka Sato, que venceu o evento feminino a 15 de Agosto. A nação que acolheu os Jogos, Singapura, alcançou a primeira medalha (de Bronze) no taekwondo. O medalhado foi Daryl Tan, a 16 de Agosto; o máximo que o país-sede conseguiu alcançar em termos de medalhas foi a Prata, na natação, com o nadador Rainer Ng nos 50m costas individuais masculinos, a 18 de Agosto, e por Isabelle Li no tênis de mesa feminino individual a 23 de Agosto.
Uma característica única dos Jogos Olímpicos da Juventude foi a criação de Equipes internacionais. Para fomentar a amizade entre participantes, os times foram formados por atletas de diferentes países competindo numa base internacional. As equipes internacionais participaram nos seguintes desportos: hipismo (saltos), judô, pentatlo moderno e triatlo. A primeira medalha de uma Equipe mista foi para um conjunto europeu (Europa 1), constituído por Yana Egoryan da Rússia, e Marco Fichera Marco, Camilla Mancini, Leonardo Affede, Alberta Santuccio Alberta e Eduardo Luperi de Itália, que venceram a competição de equipes na esgrima.

## Participantes
De acordo com as regras do COI, só puderam participar nas Olimpíadas de Verão da Juventude de 2010 jovens com idade entre os 14 e os 18 anos. Ao contrário dos Jogos Olímpicos, os atletas jovens que participam nos Jogos devem permanecer na cidade-sede ao longo dos Jogos para participarem num programa educativo desportivo e cultural. As qualificações para a participação nos Jogos diferiram consoante o desporto, e foram determinadas pelos CONs e pelas federações desportivas internacionais.

### Comités Olímpicos Internacionais
Duzentos e quatro dos 205 Comitês Olímpicos Nacionais (CONs) existentes em 2010 competiram em 2010. O Kuwait não esteve representado pelo seu CON por ter sido suspenso em Janeiro de 2010 devido a alegadas interferências governamentais. Contudo, três atletas do Kuwait competiram nos Jogos sob a Bandeira Olímpica. Segue-se uma lista de todos os CON participantes. O número de atletas está indicado entre parêntesis:
| \| - AFG Afeganistão (2) - RSA África do Sul (62) - ALB Albânia (4)[49] - GER Alemanha (70) - AND Andorra (4)[50] - ANG Angola (21) - ANT Antígua e Barbuda (4) - AHO Antilhas Neerlandesas (5) - KSA Arábia Saudita (9) - ALG Argélia (21) - ARG Argentina (59) - ARM Armênia (14) - ARU Aruba (4) - AUS Austrália (100)[51] - AUT Áustria (16)[52] - AZE Azerbaijão (12) - BAH Bahamas (11) - BRN Bahrein (4) - BAN Bangladesh (6) - BAR Barbados (9) - BEL Bélgica (51)[53] - BIZ Belize (3) - BEN Benim (4) - BER Bermudas (4) - BLR Bielorrússia (50)[54] - BOL Bolívia (25) - BIH Bósnia e Herzegovina (5) - BOT Botsuana (5) - BRA Brasil (82) - BRU Brunei (3)[55] - BUL Bulgária (21)[56] - BUR Burquina Fasso (3) - BDI Burundi (4) - BHU Butão (1) - CPV Cabo Verde (2) - CMR Camarões (6) - CAM Camboja (4) - CAN Canadá (60)[57] - KAZ Cazaquistão (47) - CHA Chade (3) - CHI Chile (50) - CHN China (69)[58] - CYP Chipre (9) - COL Colômbia (25) - COM Comores (4) - CGO Congo (4) - PRK Coreia do Norte (11) - KOR Coreia do Sul (72) - CIV Costa do Marfim (6) - CRC Costa Rica (5)[59] - CRO Croácia (25)[60] - CUB Cuba (41) \| - DEN Dinamarca (30) - DJI Djibuti (4) - DMA Dominica (3) - EGY Egito (74) - ESA El Salvador (4) - UAE Emirados Árabes Unidos (5) - ECU Equador (14)[61] - ERI Eritreia (7) - SVK Eslováquia (17) - SLO Eslovênia (24) - ESP Espanha (46) - USA Estados Unidos (81) - EST Estônia (8) - ETH Etiópia (7) - FIJ Fiji (5) - PHI Filipinas (9) - FIN Finlândia (19) - FRA França (60) - GAB Gabão (2) - GAM Gâmbia (4) - GHA Gana (20) - GEO Geórgia (5) - GRN Granada (6) - GBR Grã-Bretanha (39) - GRE Grécia (29) - GUM Guam (3) - GUA Guatemala (12) - GUY Guiana (4) - GEQ Guiné Equatorial (21) - GUI Guiné (3) - GBS Guiné-Bissau (4) - HAI Haiti (22) - HON Honduras (4) - HKG Hong Kong (14)[62] - HUN Hungria (51)[63] - YEM Iêmen (5) - CAY Ilhas Cayman (3) - COK Ilhas Cook (18)[64] - MHL Ilhas Marshall (4) - SOL Ilhas Salomão (4) - ISV Ilhas Virgens Americanas (8) - IVB Ilhas Virgens Britânicas (3) - IND Índia (32) - INA Indonésia (14) - IRI Irã (52) - IRQ Iraque (5) - IRL Irlanda (25) - ISL Islândia (6) - ISR Israel (15) - ITA Itália (62) - JAM Jamaica (15) - JPN Japão (71) \| - JOR Jordânia (6) - KIR Kiribati (4) - KUW Kuwait (3) - LAO Laos (3) - LES Lesoto (4) - LAT Letônia (11) - LIB Líbano (5) - LBR Libéria (5) - LBA Líbia (7) - LIE Liechtenstein (3) - LTU Lituânia (24) - LUX Luxemburgo (5) - MAD Madagascar (6) - MAS Malásia (13) - MAW Malawi (3) - MDV Maldivas (4) - MLI Mali (7) - MLT Malta (4) - MAR Marrocos (8) - MRI Maurício (9) - MTN Mauritânia (4) - MEX México (42) - MYA Mianmar (4) - FSM Estados Federados da Micronésia (4)[65] - MOZ Moçambique (3) - MDA Moldávia (11) - MON Mônaco (4) - MGL Mongólia (11) - MNE Montenegro (22) - NAM Namíbia (6) - NRU Nauru (4) - NEP Nepal (4) - NCA Nicarágua (3) - NIG Níger (3) - NGR Nigéria (13) - NOR Noruega (5)[66] - NZL Nova Zelândia (54) - OMA Omã (2) - NED Países Baixos (36) - PLW Palau (4) - PLE Palestina (4) - PAN Panamá (7) - PNG Papua-Nova Guiné (22) - PAK Paquistão (19) - PAR Paraguai (5) - PER Peru (26) - POL Polônia (43) - PUR Porto Rico (15)[67] - POR Portugal (19)[68] - QAT Catar (6) - KEN Quênia (10) \| - KGZ Quirguistão (8) - CAF República Centro-Africana (5) - CZE Chéquia (38) - MKD Macedônia do Norte (6) - COD República Democrática do Congo (16) - DOM República Dominicana (7) - ROU Romênia (30) - RWA Ruanda (4) - RUS Rússia (96) - ASA Samoa Americana (4) - SAM Samoa (3) - SMR San Marino (4) - LCA Santa Lúcia (5) - SKN São Cristóvão e Neves (2) - STP São Tomé e Príncipe (4) - VIN São Vicente e Granadinas (3) - SEN Senegal (6) - SLE Serra Leoa (3) - SRB Sérvia (32) - SEY Seicheles (4) - SIN Singapura (129) - SYR Síria (4) - SOM Somália (2) - SRI Sri Lanka (7) - SWZ Essuatíni (3) - SUD Sudão (8) - SWE Suécia (15) - SUI Suíça (22) - SUR Suriname (5) - TJK Tajiquistão (6) - THA Tailândia (35) - TPE Taipé Chinês (24) - TAN Tanzânia (4) - TLS Timor-Leste (3) - TGA Tonga (2) - TOG Togo (4) - TRI Trinidad e Tobago (26) - TUN Tunísia (24) - TKM Turcomenistão (5) - TUR Turquia (55) - TUV Tuvalu (2) - UKR Ucrânia (55) - UGA Uganda (6) - URU Uruguai (4) - UZB Uzbequistão (21) - VAN Vanuatu (22)[69] - VEN Venezuela (21)[70] - VIE Vietnã (13) - ZAM Zâmbia (5) - ZIM Zimbabwe (27)[71] \| | | | |
| - AFG Afeganistão (2) - RSA África do Sul (62) - ALB Albânia (4) - GER Alemanha (70) - AND Andorra (4) - ANG Angola (21) - ANT Antígua e Barbuda (4) - AHO Antilhas Neerlandesas (5) - KSA Arábia Saudita (9) - ALG Argélia (21) - ARG Argentina (59) - ARM Armênia (14) - ARU Aruba (4) - AUS Austrália (100) - AUT Áustria (16) - AZE Azerbaijão (12) - BAH Bahamas (11) - BRN Bahrein (4) - BAN Bangladesh (6) - BAR Barbados (9) - BEL Bélgica (51) - BIZ Belize (3) - BEN Benim (4) - BER Bermudas (4) - BLR Bielorrússia (50) - BOL Bolívia (25) - BIH Bósnia e Herzegovina (5) - BOT Botsuana (5) - BRA Brasil (82) - BRU Brunei (3) - BUL Bulgária (21) - BUR Burquina Fasso (3) - BDI Burundi (4) - BHU Butão (1) - CPV Cabo Verde (2) - CMR Camarões (6) - CAM Camboja (4) - CAN Canadá (60) - KAZ Cazaquistão (47) - CHA Chade (3) - CHI Chile (50) - CHN China (69) - CYP Chipre (9) - COL Colômbia (25) - COM Comores (4) - CGO Congo (4) - PRK Coreia do Norte (11) - KOR Coreia do Sul (72) - CIV Costa do Marfim (6) - CRC Costa Rica (5) - CRO Croácia (25) - CUB Cuba (41) | - DEN Dinamarca (30) - DJI Djibuti (4) - DMA Dominica (3) - EGY Egito (74) - ESA El Salvador (4) - UAE Emirados Árabes Unidos (5) - ECU Equador (14) - ERI Eritreia (7) - SVK Eslováquia (17) - SLO Eslovênia (24) - ESP Espanha (46) - USA Estados Unidos (81) - EST Estônia (8) - ETH Etiópia (7) - FIJ Fiji (5) - PHI Filipinas (9) - FIN Finlândia (19) - FRA França (60) - GAB Gabão (2) - GAM Gâmbia (4) - GHA Gana (20) - GEO Geórgia (5) - GRN Granada (6) - GBR Grã-Bretanha (39) - GRE Grécia (29) - GUM Guam (3) - GUA Guatemala (12) - GUY Guiana (4) - GEQ Guiné Equatorial (21) - GUI Guiné (3) - GBS Guiné-Bissau (4) - HAI Haiti (22) - HON Honduras (4) - HKG Hong Kong (14) - HUN Hungria (51) - YEM Iêmen (5) - CAY Ilhas Cayman (3) - COK Ilhas Cook (18) - MHL Ilhas Marshall (4) - SOL Ilhas Salomão (4) - ISV Ilhas Virgens Americanas (8) - IVB Ilhas Virgens Britânicas (3) - IND Índia (32) - INA Indonésia (14) - IRI Irã (52) - IRQ Iraque (5) - IRL Irlanda (25) - ISL Islândia (6) - ISR Israel (15) - ITA Itália (62) - JAM Jamaica (15) - JPN Japão (71) | - JOR Jordânia (6) - KIR Kiribati (4) - KUW Kuwait (3) - LAO Laos (3) - LES Lesoto (4) - LAT Letônia (11) - LIB Líbano (5) - LBR Libéria (5) - LBA Líbia (7) - LIE Liechtenstein (3) - LTU Lituânia (24) - LUX Luxemburgo (5) - MAD Madagascar (6) - MAS Malásia (13) - MAW Malawi (3) - MDV Maldivas (4) - MLI Mali (7) - MLT Malta (4) - MAR Marrocos (8) - MRI Maurício (9) - MTN Mauritânia (4) - MEX México (42) - MYA Mianmar (4) - FSM Estados Federados da Micronésia (4) - MOZ Moçambique (3) - MDA Moldávia (11) - MON Mônaco (4) - MGL Mongólia (11) - MNE Montenegro (22) - NAM Namíbia (6) - NRU Nauru (4) - NEP Nepal (4) - NCA Nicarágua (3) - NIG Níger (3) - NGR Nigéria (13) - NOR Noruega (5) - NZL Nova Zelândia (54) - OMA Omã (2) - NED Países Baixos (36) - PLW Palau (4) - PLE Palestina (4) - PAN Panamá (7) - PNG Papua-Nova Guiné (22) - PAK Paquistão (19) - PAR Paraguai (5) - PER Peru (26) - POL Polônia (43) - PUR Porto Rico (15) - POR Portugal (19) - QAT Catar (6) - KEN Quênia (10) | - KGZ Quirguistão (8) - CAF República Centro-Africana (5) - CZE Chéquia (38) - MKD Macedônia do Norte (6) - COD República Democrática do Congo (16) - DOM República Dominicana (7) - ROU Romênia (30) - RWA Ruanda (4) - RUS Rússia (96) - ASA Samoa Americana (4) - SAM Samoa (3) - SMR San Marino (4) - LCA Santa Lúcia (5) - SKN São Cristóvão e Neves (2) - STP São Tomé e Príncipe (4) - VIN São Vicente e Granadinas (3) - SEN Senegal (6) - SLE Serra Leoa (3) - SRB Sérvia (32) - SEY Seicheles (4) - SIN Singapura (129) - SYR Síria (4) - SOM Somália (2) - SRI Sri Lanka (7) - SWZ Essuatíni (3) - SUD Sudão (8) - SWE Suécia (15) - SUI Suíça (22) - SUR Suriname (5) - TJK Tajiquistão (6) - THA Tailândia (35) - TPE Taipé Chinês (24) - TAN Tanzânia (4) - TLS Timor-Leste (3) - TGA Tonga (2) - TOG Togo (4) - TRI Trinidad e Tobago (26) - TUN Tunísia (24) - TKM Turcomenistão (5) - TUR Turquia (55) - TUV Tuvalu (2) - UKR Ucrânia (55) - UGA Uganda (6) - URU Uruguai (4) - UZB Uzbequistão (21) - VAN Vanuatu (22) - VEN Venezuela (21) - VIE Vietnã (13) - ZAM Zâmbia (5) - ZIM Zimbabwe (27) |

## Calendário
O primeiro calendário foi publicado no livro de candidatura de Singapura aos Jogos Olímpicos da Juventude, mas posteriormente sofreu alterações até se chegar a composição final. Cada quadrado azul representa o dia do evento em questão. Cada quadrado amarelo representa o número de finais diárias.
| ● | Abertura | ● | Competições | ● | Finais | ● | Encerramento |

| Agosto              | 12 | 13 | 14 | 15 | 16 | 17 | 18 | 19 | 20 | 21 | 22 | 23 | 24 | 25 | 26 | T   |
| ------------------- | -- | -- | -- | -- | -- | -- | -- | -- | -- | -- | -- | -- | -- | -- | -- | --- |
| Cerimônias          |    |    | ●  |    |    |    |    |    |    |    |    |    |    |    | ●  |     |
| Atletismo           |    |    |    |    |    |    |    |    |    | 12 | 12 | 12 |    |    |    | 36  |
| Badminton           |    |    |    |    |    |    |    | 2  |    |    |    |    |    |    |    | 2   |
| Basquetebol         |    |    |    |    |    |    |    |    |    |    |    | 2  |    |    |    | 2   |
| Boxe                |    |    |    |    |    |    |    |    |    |    |    |    |    | 11 |    | 11  |
| Canoagem            |    |    |    |    |    |    |    |    |    |    | 3  |    |    | 3  |    | 6   |
| Ciclismo            |    |    |    |    |    |    |    |    |    |    | 1  |    |    |    |    | 1   |
| Esgrima             |    |    |    | 2  | 2  | 2  | 1  |    |    |    |    |    |    |    |    | 7   |
| Futebol             |    |    |    |    |    |    |    |    |    |    |    |    | 1  | 1  |    | 2   |
| Ginástica artística |    |    |    |    |    |    | 1  | 1  | 2  | 5  | 5  |    |    | 2  |    | 16  |
| Halterofilismo      |    |    |    | 2  | 2  | 3  | 3  | 1  |    |    |    |    |    |    |    | 11  |
| Handebol            |    |    |    |    |    |    |    |    |    |    |    |    |    | 2  |    | 2   |
| Hipismo             |    |    |    |    |    |    |    |    | 1  |    |    |    | 1  |    |    | 2   |
| Hóquei sobre grama  |    |    |    |    |    |    |    |    |    |    |    |    | 1  | 1  |    | 2   |
| Judô                |    |    |    |    |    |    |    |    |    | 3  | 3  | 2  |    | 1  |    | 9   |
| Lutas               |    |    |    | 5  | 4  | 5  |    |    |    |    |    |    |    |    |    | 14  |
| Natação             |    |    |    | 3  | 8  | 4  | 7  | 3  | 9  |    |    |    |    |    |    | 34  |
| Pentatlo moderno    |    |    |    |    |    |    |    |    |    | 1  | 1  |    | 1  |    |    | 3   |
| Remo                |    |    |    |    |    |    | 4  |    |    |    |    |    |    |    |    | 4   |
| Saltos ornamentais  |    |    |    |    |    |    |    |    |    | 1  | 1  | 1  | 1  |    |    | 4   |
| Taekwondo           |    |    |    | 2  | 2  | 2  | 2  | 2  |    |    |    |    |    |    |    | 10  |
| Tênis               |    |    |    |    |    |    |    |    | 2  | 2  |    |    |    |    |    | 4   |
| Tênis de mesa       |    |    |    |    |    |    |    |    |    |    |    | 2  |    |    | 1  | 3   |
| Tiro                |    |    |    |    |    |    |    |    |    |    | 1  | 1  | 1  | 1  |    | 4   |
| Tiro com arco       |    |    |    |    |    |    |    | 1  | 1  | 1  |    |    |    |    |    | 3   |
| Triatlo             |    |    |    | 1  | 1  |    |    | 1  |    |    |    |    |    |    |    | 3   |
| Vela                |    |    |    |    |    |    |    |    |    |    |    |    |    | 4  |    | 4   |
| Voleibol            |    |    |    |    |    |    |    |    |    |    |    |    |    |    | 2  | 2   |
| Finais              |    |    |    | 15 | 19 | 16 | 18 | 11 | 15 | 25 | 27 | 20 | 6  | 26 | 3  | 201 |

## Quadro de medalhas
Este quadro de medalhas só mostra os 10 primeiros países da tabela, os países lusófonos e o país-sede. Foram atribuídas, no total, 622 medalhas (202 de Ouro, 199 de Prata e 221 de Bronze), com a China a ser a nação com mais medalhas conquistadas. Quanto aos países lusófonos, o Brasil foi o que mais medalhas ganhou como país individual (seis, ao todo; contando com as medalhas das equipes mistas, o Brasil soma ainda mais uma medalha). Só mais um país lusófono, Portugal, ganhou medalhas (duas no total). O país-sede, Singapura, conquistou seis medalhas (duas de prata e quatro de bronze), sendo o 62º classificado.
O Comité Organizador dos Jogos Olímpicos da Juventude de Singapura não manteve uma tabela de medalhas oficial. A classificação nesta tabela baseia-se em informação fornecida pelo COI e coincide com a convenção do COI nas suas tabelas medalhas publicadas. Para a tabela completa, consulte o artigo principal.
As medalhas conquistadas por mais que um Comité Olímpico Nacional (CON) incluem-se nas medalhas das Equipes mistas. Oito eventos foram totalmente disputados com equipes internacionais, num total de 25 medalhas atribuídas, incluindo duas medalhas de Bronze no judô. As restantes medalhas foram conquistadas em eventos com equipes internacionais e equipas a representar um Comité Olímpico Nacional. As equipes internacionais não são classificadas na tabela de medalhas.
Além das equipes internacionais, figuram na tabela abaixo os dez primeiros CONs, bem como os países lusófonos que conquistaram medalhas e a nação-sede, Singapura, que está destacada.
     País sede destacado.
| Ordem                                                 | País                       | Medalha de ouro | Medalha de prata | Medalha de bronze |    |  |
| ----------------------------------------------------- | -------------------------- | --------------- | ---------------- | ----------------- | -- |  |
| 1                                                     | CHN China                  | 30              | 16               | 5                 | 51 |  |
| 2                                                     | RUS Rússia                 | 18              | 14               | 11                | 43 |  |
| 3                                                     | KOR Coreia do Sul          | 11              | 4                | 4                 | 19 |  |
| 4                                                     | UKR Ucrânia                | 9               | 9                | 15                | 33 |  |
| –                                                     | IOC Equipes internacionais | 9               | 8                | 11                | 28 |  |
| 5                                                     | CUB Cuba                   | 9               | 3                | 2                 | 14 |  |
| 6                                                     | AUS Austrália              | 8               | 13               | 8                 | 29 |  |
| 7                                                     | JPN Japão                  | 8               | 5                | 3                 | 16 |  |
| 8                                                     | HUN Hungria                | 6               | 4                | 5                 | 15 |  |
| 9                                                     | FRA França                 | 6               | 2                | 7                 | 15 |  |
| 10                                                    | ITA Itália                 | 5               | 9                | 5                 | 19 |  |
|                                                       |                            |                 |                  |                   |    |  |
| 21                                                    | BRA Brasil                 | 2               | 3                | 1                 | 6  |  |
|                                                       |                            |                 |                  |                   |    |  |
| 62                                                    | SIN Singapura              |                 | 2                | 4                 | 6  |  |
|                                                       |                            |                 |                  |                   |    |  |
| 70                                                    | POR Portugal               |                 | 1                | 1                 | 2  |  |
| Os demais países lusófonos não conquistaram medalhas. |                            |                 |                  |                   |    |  |

## Cerimónia de encerramento
A cerimónia de encerramento realizou-se a 26 de agosto de 2010 na Plataforma Flutuante da Marina Bay O espectáculo começou exactamente às 20h00 (hora local) com os jovens, líderes de claques e com as mascotes destes Jogos Olímpicos da Juventude, Lyo e Merly, a dançar um medley de "Fame" e de "Fight for This Love". Depois da chegada do Presidente do COI, Jacques Rogge, e do Primeiro-ministro de Singapura, Lee Hsien Loong, Nathania Ong, de 12 anos, liderou o coro e a audiência na entoação do hino nacional de Singapura. No segmento seguinte, "Blazing the Trail" ("Acendendo a trilha"), cinco jovens cantores cantaram, enquanto estudantes estavam vestidos para fazer lembrar o "Espírito da Juventude", o emblema dos Jogos de Singapura 2010. Depois, os atletas e as bandeiras de todos os países participantes entraram na plataforma flutuante. Um curto clip mostrando os melhores momentos dos Jogos foi mostrado nos ecrãs de LED no palco, acompanhado pela cantora Heleyana-Ann Lachica Fernandez e por um trio de músicos cantando "A New Story".
O segmento protocolar seguiu-se às actuações. Foi feito um tributo aos 20 000 voluntários que participaram nos Jogos, com o nadador singapuriano Rainer Ng a fazer um curto discurso a agradecer aos voluntários e a outros oito atletas deram os arranjos de flores a oito voluntários representantes. A isto seguiram-se discursos de Ng Ser Miang, Presidente do Comité Organizador dos Jogos Olímpicos da Juventude de Singapura, e de Jacques Rogge, Presidente do COI, com Rogge a declarar os Jogos oficialmente encerrados, de acordo com a tradição. A bandeira Olímpica foi então arreada, acompanhada com a entuação do Hino Olímpico. Na cerimónia de passagem de testemunho, a Bandeira Olímpica foi entregue a Teo Ser Luck, como Presidente da Câmara Municipal de Singapura, a Jacques Rogge, que a entregou por sua vez a Ji Jianye, Presidente de Nanquim (China), a cidade-sede das Olimpíadas da Juventude de 2014. O hino nacional da China foi tocado enquanto a bandeira chinesa era hasteada. Seguiu-se um pequeno vídeo a apresentar Nanquim. A Chama Olímpica da Juventude foi finalmente apagada ao som de um fliscorne. Um Concerto de Celebração marcou o fim do espectáculo, com canções e actuações de artistas locais.